# Geomioïdeus
Els geomioïdeus (Geomyoidea) són una superfamília de rosegadors dins del subordre dels castorimorfs,que inclou els geòmids i les rates cangur, així com els seus parents fòssils. Aquests rosegadors només es troben a les Amèriques.

## Característiques
Malgrat les diferències que presenten pel que fa al seu aspecte general, els geòmids i rates cangur es troben dins la mateixa superfamília dels geomioïdeus des de fa molt de temps. Aquesta superfamília és una de les poques relacions a aquest nivell dins dels rosegadors, que no és objecte de molta controvèrsia. Pel que fa a la seva morfologia general, tant el registre fòssil, com les anàlisis moleculars i la biogeografia, donen suport a aquesta relació.
Els geomioïdeus es caracteritzen principalment per la posició del canal infraorbitari. A diferència de tots els altres rosegadors que tenen l'obertura del canal infraorbitari orientada cap endavant, els geomioïdeus la tenen orientada cap als costats. En lloc de passar a través de l'arc zigomàtic, el canal infraorbitari de geomioïdeus està desplaçat cap als costats del musell. En el cas dels heteròmids, aquesta condició és tan pronunciada i el musell és tan estret, que els canals infraorbitaris d'ambdós costats es connecten. En essència, si el crani d'un heteròmid es veu des del costat, l'espectador pot veure el que hi ha a l'altre coste directament a través d'ell.

## Distribució
Els geomioïdeus moderns estan majoritàriament restringits a Nord-amèrica, encara que alguns representants han ampliat la seva àrea de distribució a Sud-amèrica des del Gran Intercanvi Americà. S'han trobat tàxons fòssils arreu de Lauràsia.

## Relació amb altres rosegadors
Al llarg del temps, els geomioïdeus han estat considerats tant esciüromorfs com miomorfs per diferents autors. Donat que el múscul masseter no passa a través del canal infraorbitari, ja que no pot fer-ho per l'orientació del canal, alguns autors consideren que els geomioïdeus estan emparentats amb els esquirols, els castors, i els castors de muntanya. Basant-se en el fet que el múscul masseter no s'uneix directament darrere de l'arc zigomàtic fent-ho d'una manera molt diferent a la dels esciüromorfs, alguns autors els consideren membres del suborde dels miomorfs. Això suggereix que poden estar relacionats amb ratolins, jerbus, i possiblement també amb els lirons.

## Classificació taxonòmica
La família dels eòmids és coneguda tant com a membre de la superfamília del geomioïdeus com una superfamília separada (Eomyoidea) dins de l'infraordre compartit dels geomorfs. Les famílies dels florentiàmids i els heliscòmids es troben generalment situades dins de la superfamília del geomioïdeus, independentment de si els eòmids són tractats com una superfamília separada o no (Korth et al., 1991). McKenna i Bell (1997) no reconeixen els heliscòmids com una família separada, situant l'un o dos gèneres d'heliscòmids com a incertae sedis dins la superfamília dels geomioïdeus. De vegades, els geòmids i els heteròmids són situats com a subfamílies dins una única família (Geomyidae). Aquestes subfamílies són els geomins i els heteromins respectivament.
Superfamília Geomyoidea
- incertae sedis
  - Diplolophus †
  - Floresomys †
  - Heliscomys †
  - Jimomys †
  - Schizodontomys †
  - Texomys †
- Família Entoptychidae †
- Família Florentiamyidae †
- Família Geomyidae
- Familia Heliscomyidae †
- Família Heteromyidae - ratolins i rates cangur

El Cladograma següent mostra les interrelacions entre les famílies de geòmids segons Korth et al. (1991):
|  | †Florentiamyidae                                                                     |
|  |                                                                                      |
|  | \| \| Geomyidae \| \| \| \| \| \| Heteromyidae (rates cangur i ratolins) \| \| \| \| |
|  |                                                                                      |
|  | Geomyidae                                                                            |
|  |                                                                                      |
|  | Heteromyidae (rates cangur i ratolins)                                               |
|  |                                                                                      |

|  | Geomyidae                              |
|  |                                        |
|  | Heteromyidae (rates cangur i ratolins) |
|  |                                        |

|  | †Florentiamyidae                                                                     |
|  |                                                                                      |
|  | \| \| Geomyidae \| \| \| \| \| \| Heteromyidae (rates cangur i ratolins) \| \| \| \| |
|  |                                                                                      |
|  | Geomyidae                                                                            |
|  |                                                                                      |
|  | Heteromyidae (rates cangur i ratolins)                                               |
|  |                                                                                      |

|  | Geomyidae                              |
|  |                                        |
|  | Heteromyidae (rates cangur i ratolins) |
|  |                                        |

|  | †Florentiamyidae                                                                     |
|  |                                                                                      |
|  | \| \| Geomyidae \| \| \| \| \| \| Heteromyidae (rates cangur i ratolins) \| \| \| \| |
|  |                                                                                      |
|  | Geomyidae                                                                            |
|  |                                                                                      |
|  | Heteromyidae (rates cangur i ratolins)                                               |
|  |                                                                                      |

|  | Geomyidae                              |
|  |                                        |
|  | Heteromyidae (rates cangur i ratolins) |
|  |                                        |

|  | †Florentiamyidae                                                                     |
|  |                                                                                      |
|  | \| \| Geomyidae \| \| \| \| \| \| Heteromyidae (rates cangur i ratolins) \| \| \| \| |
|  |                                                                                      |
|  | Geomyidae                                                                            |
|  |                                                                                      |
|  | Heteromyidae (rates cangur i ratolins)                                               |
|  |                                                                                      |

|  | Geomyidae                              |
|  |                                        |
|  | Heteromyidae (rates cangur i ratolins) |
|  |                                        |